# Graafschap Santa Fiora
Het graafschap Santa Fiora was een historisch land in Italië, in het zuiden van Toscane, in centraal Italië.
In 1274 deelden de Aldobrandeschi’s, heersers over een groot gedeelte van Zuid-Toscane, hun gebied op in de graafschappen Santa Fiora en Sovana. Het graafschap omvatte delen van de huidige provincie Grosseto, Isola del Giglio en Castiglione d'Orcia in de huidige provincie Siena.
In de 14e eeuw werd een groot gedeelte van het graafschap veroverd door Siena, waardoor het grondgebied gereduceerd werd tot Santa Fiora, Castell'Azzara, Semproniano en Scansano.
In 1439, na het huwelijk van Bosio Sforza met Cecilia Aldobrandeschi, gravin van Santa Fiora, kwam het graafschap aan de Sforza's. Bosio's broer Francesco werd in 1450 hertog van Milaan. De kinderen van Bosio en Cecilia heersten over het graafschap tot 1624, toen het werd geannexeerd door Toscane. 